# Expulsion des démons chez les Gadaréniens
Le récit de l'Expulsion des démons chez les Gadaréniens se trouve dans les trois Évangiles synoptiques. La scène semble se situer  à Gadara, aujourd'hui Umm Qeis en Jordanie, non loin du lac de Tibériade, ou à Gérasa.  

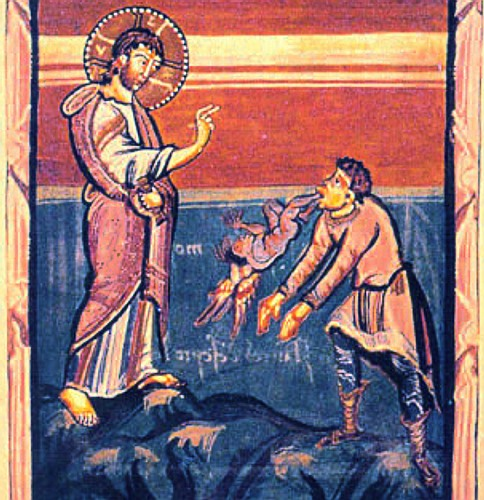
Livre du Moyen Âge illustrant le Christ chassant les démons chez les Gadaréniens

## Texte
Évangile de Jésus-Christ selon saint Matthieu, chapitre 8, versets 28 à 34 :
« Lorsqu'il fut à l'autre bord, dans le pays des Gadaréniens, deux démoniaques, sortant des sépulcres, vinrent au-devant de lui. Ils étaient si furieux que personne n'osait passer par là. Et voici, ils s'écrièrent : Qu'y a-t-il entre nous et toi, Fils de Dieu ? Es-tu venu ici pour nous tourmenter avant le temps ? Il y avait loin d'eux un grand troupeau de pourceaux qui paissaient. Les démons priaient Jésus, disant : Si tu nous chasses, envoie-nous dans ce troupeau de pourceaux. Il leur dit : Allez ! Ils sortirent, et entrèrent dans les pourceaux. Et voici, tout le troupeau se précipita des pentes escarpées dans la mer, et ils périrent dans les eaux. Ceux qui les faisaient paître s'enfuirent, et allèrent dans la ville raconter tout ce qui s'était passé et ce qui était arrivé aux démoniaques. Alors toute la ville sortit à la rencontre de Jésus; et, dès qu'ils le virent, ils le supplièrent de quitter leur territoire. »
Traduction d'après la Bible Louis Segond.

## Interprétation

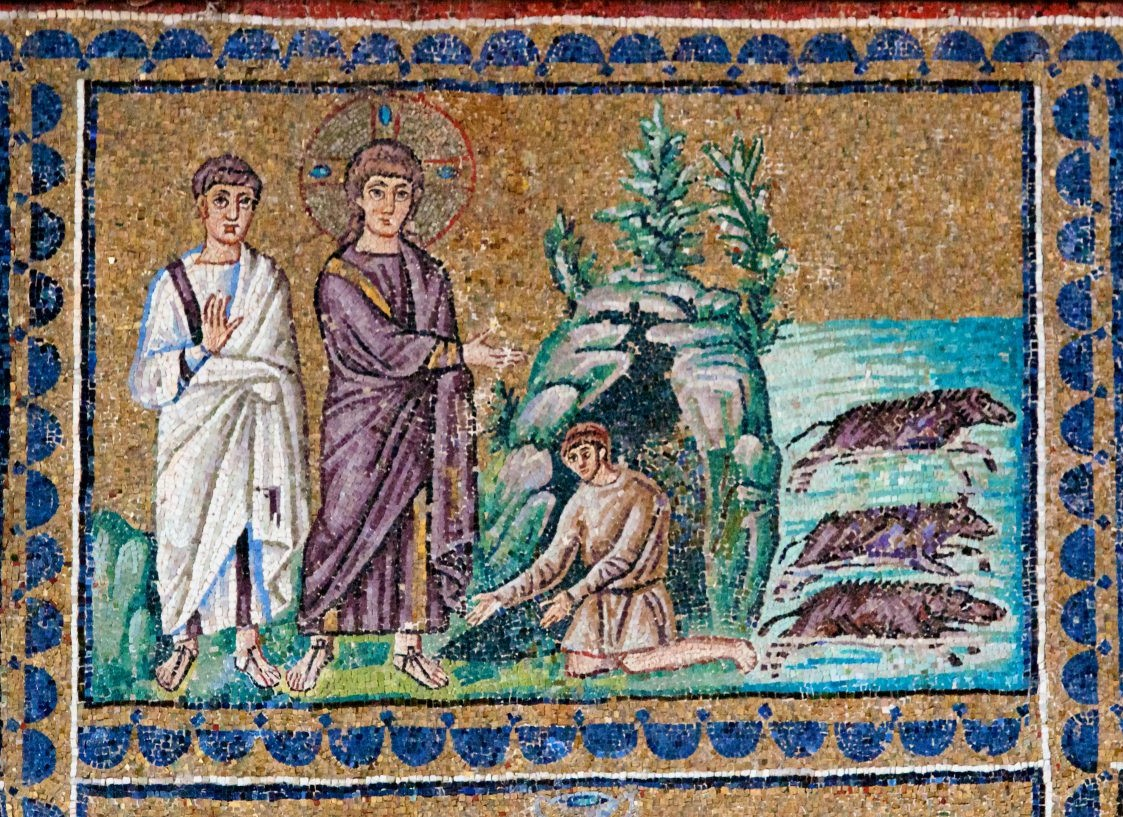
Mosaïque d'une expulsion de démon chez la Gadaréniens, datant du XI siècle, présente à la basilique Saint-Apollinaire-le-Neuf à Ravenne, Italie

Saint Jean Chrysostome raconte que ce miracle montre toute la miséricorde, l’œil providentiel qu'a Dieu pour les humains. Et le saint de rajouter : « Nous apprenons encore par cette histoire que Dieu ne veille pas seulement en général sur tous les hommes, mais sur chacun d’eux en particulier. Jésus-Christ sans doute le déclare expressément à-ses disciples lorsqu’il leur dit : « Tous les cheveux de votre tête ont été comptés » (Matth. X, 30) ».
L'abbé Antoni Carol i Hostench axe son homélie sur la liberté humaine. Pour lui autant est grand le pouvoir divin concrétisé par ce miracle, autant est importante la liberté donnée aux humains de croire en Dieu, ou de ne pas croire, et ce malgré les preuves apportées .